# 两角公佑
两角公佑（日语：／ Morozumi Kōsuke，1988年7月27日—），日本男子冰壶运动员，2015年亚太锦标赛男子银牌得主、2016年亚太锦标赛男子金牌得主、2017年亚洲冬季运动会男子银牌得主、2017年亚太锦标赛男子铜牌得主。